# الدوري السويدي الدرجة الثانية 1943–44
الدوري السويدي الدرجة الثانية 1943–44 (بالسويدية: Division II i fotboll 1943/1944)‏ هو موسم من الدوري السويدي الدرجة الثانية. فاز فيه Ludvika FK ‏.